# Konzertstück
Konzertstück (auch Concertino) ist ein Begriff aus der Musik. Er bezeichnet ein in der Regel einsätziges Konzert für Soloinstrument(e) und Orchester, seltener auch in mehreren ohne Pause ineinander übergehenden Sätzen. Das Konzertstück kann der Sonatenhauptsatzform folgen, sich aber auch formaler Anlagen wie dem Rondo, der Variation, dem Charakterstück oder freien Formen der Programmmusik bedienen. Beispiele für die Ende des 18. Jahrhunderts aufkommende und vor allem in der Romantik häufiger erscheinende Gattung sind das Konzertstück für Klavier und Orchester op. 79 (1821) sowie das Concertino für Klarinette und Orchester op. 26 (1811) von Carl Maria von Weber, das Konzertstück für Klarinette und Bassetthorn Nr. 1 (1832) von Felix Mendelssohn Bartholdy, oder Robert Schumanns Konzertstück für 4 Hörner und Orchester op. 86 (1849).
Der Begriff des Konzertstücks wird ferner auch für den Konzertvortrag ohne Orchester vorgesehene Solokompositionen gebraucht  (Beispiel: Allegro de concert für Klavier solo op. 46 von Frédéric Chopin).